# Spilosoma callunae
Spilosoma callunae là một loài bướm đêm thuộc phân họ Arctiinae, họ Erebidae.